# Svetla Dimitrova
Svetla Dimitrova (en bulgare Светла Димитрова), née Svetla Pichtikova le 27 janvier 1970 à Bourgas, est une athlète bulgare qui remporta deux titres européens de 100 mètres haies dans les années 1990. En 1989, elle est suspendue deux ans après avoir été contrôlée positive aux amphétamines,.

## Carrière
Elle commença sa carrière dans de l'heptathlon avant de se spécialiser dans le 100 mètres haies, qu'elle remportera à deux reprises, aux championnats d'Europe d'athlétisme 1994 et aux championnats d'Europe d'athlétisme 1998.
Aux Championnats du monde de 1997, elle termine deuxième du 100 mètres haies. Elle participe aux éditions de 1999 et 2001 où elle arrive également en finale mais termine seulement cinquième et quatrième.

## Records personnels
- Saut en hauteur : 1,88 mètre (1986).
- Saut en longueur : 6,64 mètres (1992).
- 800 mètres plat : 2 minutes 07,90 (1992).
- Heptathlon : 6 658 points (1992).
- Lancer du poids : 15,50 mètres (1993).
- 200 mètres plat : 23,10 secondes (1993).
- Lancer du javelot : 48,18 mètres (1993).
- 100 mètres haies : 12,53 secondes (1994).